# Dobel
Dobel település Németországban, azon belül Baden-Württembergben. Lakossága kb. 2200 fő.